# Lysandra guadarramensis
Lysandra guadarramensis är en fjärilsart som beskrevs av Ribbe 1910. Lysandra guadarramensis ingår i släktet Lysandra och familjen juvelvingar. Inga underarter finns listade i Catalogue of Life.